# Anteromorpha rufipes
Anteromorpha rufipes är en stekelart som först beskrevs av William Harris Ashmead 1894.  Anteromorpha rufipes ingår i släktet Anteromorpha och familjen Scelionidae. Inga underarter finns listade i Catalogue of Life.